# Mazenburg
Mazenburg of Huis aan de Grift was een kasteel nabij het Nederlandse dorp Heijen, provincie Limburg. 

## Naam
De Mazenburg is genoemd naar de rivier de Maas. De naam Huis aan de Grift ontstond nadat graaf Albert van den Bergh rond 1640 het afwateringskanaal De Grift had laten graven in de nabijheid van het kasteel.

## Geschiedenis
De Mazenburg is vermoedelijk in de 14e eeuw gesticht door Johannes de Mere. Het kasteel werd op een strategische locatie gebouwd op de westelijke oever van de Maas, tegenover een eilandje in de rivier dat de schepen dwong om langzamer te varen. Het kasteel diende dan ook als tolhuis van kasteel Boxmeer: de heren van Boxmeer kregen zo inkomsten uit de tolheffing die de Hollandse kooplieden hier moesten betalen.
Na het verdwijnen van de tol kwam er op deze plek een veerverbinding met de Heerewaarden.

### Veer en speelhuis
In 1592 werd de Mazenburg beheerd door een echtpaar, waarvan alleen de voornamen Daniel en Margriet zijn overgeleverd. Zij onderhielden het gebouw en de veerboot. Ook hielden zij de zogenaamde herenkamer vrij voor de eigenaren, de graven Van den Bergh, die het huis gebruikten als jachtslot en speelhuis.
In 1628 brandde de Mazenburg af. Graaf Albert van den Bergh liet het herbouwen.
Het beheer van Mazenburg lag rond 1663 in handen van Jan Tillemans. Gravin Madeleine was destijds een regelmatig bezoekster van het huis: bijna elke zondag kwam zij met haar gevolg langs.

### Veer en herberg
Toen in de Franse tijd een einde kwam aan de heerlijkheid Boxmeer, kwam de Mazenburg in eigendom van de overheid, die het veer en het huis annex herberg verpachtte. Bij het veerhuis bevond zich een peilschaal.
In 1887 werd de Mazenburg verkocht. Een jaar later kwam er een einde aan de veerverbinding. Tevens werd het eilandje in de Maas afgegraven: dit was een verbetering voor de scheepvaart en de doorstroming van de rivier. Het veer werd nog slechts onregelmatig gebruikt, voornamelijk in de zomermaanden.
Tot 2011 was er een restaurant in het pand gevestigd.

## Beschrijving
Er zijn geen afbeeldingen bekend van het kasteel. Het huidige gebouw bevat nog wel oude muurresten. Ook is een wapensteen ingemetseld in de gevel. 
Sinds 1981 bevindt de Mazenburg zich op het Zuidereiland, met aan de oostzijde de Oude Maas en aan de westzijde de in dat jaar gereedgekomen gekanaliseerde Maas. In 1993 wisselde Mazenburg van provincie: niet langer lag het in Noord-Brabant, maar voortaan lag het in Limburg.
Aerwinkel · Kasteel Afferden · Aldt Huys · Aldenborgh · Kasteel Aldenghoor · Aldenhoven · Alte Burg · Kasteel Amstenrade · Slot Annendael · Kasteel Arcen · Baersdonck · Bakvliet · Baronsberg · Baxhof · Beegden ·  Benzenrade · Kasteel De Berckt · Kasteel Bethlehem · Beusdaelshof · Binsfeld · Huis Blankenberg · Kasteel Bleijenbeek · Blitterswijck · Boerlo · Bolberg · Bollenberg · Kasteel De Bongard · Borggraaf · Kasteel d'Erp · Kasteel Borggraaf · Kasteel Borgharen · Kasteel Born · Huis Bree · Breust · Kasteel Broekhuizen · Broekhuizen · Gracht Burggraaf · Kasteel De Burght · Kasteel Cartils · Cloppenburg (Oost-Maarland) · Kasteel Cortenbach · Huis De Dael · Dammerscheid · Kasteel De Bockenhof · De Donck (Sevenum) · De Donck (Swolgen) · De Dorth ·  Huis ten Dijcken · Kasteel Doenrade · De Doom · Douve · Douvenrade · De Dries · Kasteel Erenstein · Kasteel Eijsden · Eijsden · Einrade · Kasteel Elsloo · Ensenbroek · Eperhuis · Etzenraderhuuske · Exaten · Kasteel Eijckholt · Kasteel Eyckholt · Eys · Gastendonck · Kasteel Genbroek · Gebroken Slot · Kasteel Geijsteren · Kasteel Op Genhoes · Kasteel Genhoes · Genneperhuis · Kasteel Het Geudje · Kasteel Geulle · Kasteel Geusselt · Geijsteren · Gen Heck · Ghoor · Kasteel Goedenraad · Kasteel Grasbroek · Kasteel Groenendaal · Groethof · Groot Paarlo · Kasteel van Gronsveld · De Gun ·Kasteel Haeren · Kasteel Den Halder · Heerlaer · Heeze · Heijen · 's-Herenanstel · Kasteel Hillenraad · Kasteel Hoensbroek · Hoenshuis · Holstrate · Holtmühle · Huize Holtum · Kasteel Horn · De Horst · Huys ter Horst · Ten Hove (Grathem) · Ten Hove (Panningen) · Huis Brias · Huis Darth ·  Kasteel Hurpesch · Kasteel Sint-Jansgeleen · Kasteel Jerusalem · Kasteel Kaldenbroek · Den Kamp · Kasteel Karsveld · Kasteel Keverberg · Klein Paarlo · Klimmender Huuske · De Kolck · Koppelberg · Laar · Landsfort · Kasteel Lemiers · Kasteelruïne Lichtenberg · Kasteel Limbricht · Lonesteyn · Huize Lovendael · Mazenburg · Kasteel van Meerlo · Kasteel Meerssenhoven · Meezenbroek · Kasteel van Mheer · Middelaar · Kasteel Millen · Kasteel Montfort · Movert · Mulrode · De Munt · Château Neercanne · Kasteel Neubourg · Nienghoor · Huis Nierhoven · Kasteel Nieuwenbroeck · Nije Huys · Kasteel Nijenborgh · Kasteel Nijswiller · Nijthuysen · Kasteel Obbicht · Oedenrade · Kasteel Ooijen · Kasteel Oost (Valkenburg) · Kasteel Oost (Oost-Maarland) · Kasteel Ouborg · Overen · Kasteel Passarts-Nieuwenhagen · Prickenis · Prinsenhof · Puth · De Putting · Raath · De Raay · Ravenhof · Kasteel Reijmersbeek · Kasteel van Rijckholt · Kasteel Rivieren · Rodenbroek · Rosendaal · Kasteel Schaesberg · Kasteel Schaloen · Te Scharen · Schenkenburg · Kasteel Scheres · De Spijker (Geijsteren) · De Spijker (Leeuwen) · Huis Severen · Sibberhuuske · Château St. Gerlach · Spraland · Huis De Spyker · Huize Stalberg · Stalberg (Wellerlooi) · De Steeg · Kasteel Stein · Steinhagen · Steenen Huis · Stoel van Swentibold · Strijthagen (Landgraaf) · Strijthagen (Welten) · Struyver · Kasteel Terborgh · Terlinden (Wijnandsrade) · Terveurdt · Ter Weyer · Kasteel Ter Worm · De Tombe · Huis De Torentjes · Triest · Trippaert · Kasteel Vaalsbroek · Kasteel Vaeshartelt · Valkenburg · Vliek · De Vroenhof · Vrijburg · Kasteel Wambach · Warenberg · Well · Weyershof ·  Wijlre · Kasteel Wijnandsrade · Wijnandsrade · Wijnantshof · Wissegracht · Huize Witham · Kasteel Wittem · Wolfrath · Wylre